# متنزه مدينة ناتال

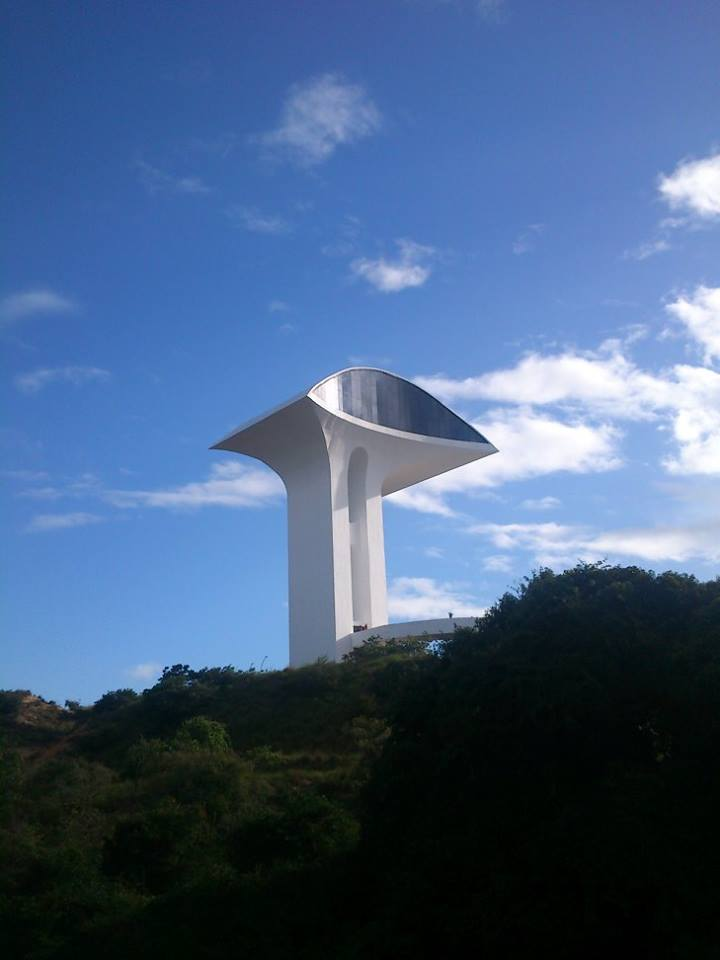
حديقة مدينة ناتال.

باركي دا سيداد دوم نيفالدو مونتي، والمعروفة بالعامية باسم باركي دا سيداد، هي حديقة في ناتال، ريو غراندي دو نورتي في البرازيل. تبلغ مساحة حديقة المدينة 64 هكتارًا، وتهدف إلى الحفاظ على البيئة وإثراء الثقافة البيئية، وتتكون من مسارات بيئية، وممرات للركض، ومكتبة، وقاعة محاضرات، وحديقة نباتات والمزيد من ذلك. رمز الحديقة هو البرج المركزي الذي يبلغ ارتفاعه 45 متراً والذي يضم النصب التذكاري للمدينة. يحتفظ النصب التذكاري بمعروضات حول تاريخ وتطور ناتال.
المنطقة التي تقع فيها الحديقة، مثل معظم مناطق ناتال، مغطاة بالكثبان الرملية. وهي ثاني أكبر حديقة في ناتال، أما الأكبر فهي حديقة داس دوناس. مثل حديقة دوناس، تلعب هذه الحديقة دورًا مهمًا في الحفاظ على بيئة صحية: تعمل هذه الحدائق كمرشح كبير، بحيث تلتقط مياه الأمطار وتنظفها قبل الوصول إلى الغلاف الجوي، كما أنها تساعد في الحفاظ على التوازن الحراري، وتؤوي العديد من أنواع الحيوانات والنباتات، وتضيف مساحة خضراء إلى المدينة.
صُممت الحديقة من قبل المهندس المعماري أوسكار نيماير، الذي صمم العديد من المباني المهمة في برازيليا، ومقر الأمم المتحدة في نيويورك، والعديد من المباني الأخرى المعروفة حول العالم.